# Raymon van Emmerik
Raymon van Emmerik (Naarden, 11 juni 1980) is een Nederlandse voetballer die als doelman speelt
Van Emmerik begon bij NVC en vanaf zijn 11e tot zijn 15e speelde hij bij Ajax Amsterdam. Hij maakte in het seizoen 2001/2002 zijn profdebuut voor de Go Ahead Eagles, waar hij 2 seizoenen in het eerste keepte en in totaal aan 34 wedstrijden kwam. In 2003 vertrok Van Emmerik naar het Duitse 1.FC Kleve, alwaar hij 20 wedstrijden in de hoofdmacht keepte. Na één seizoen keerde hij weer terug naar Nederland, alwaar hij reservekeeper werd van N.E.C.. Het seizoen 2006/2007 zou het derde seizoen van Van Emmerik in Nijmegen worden, zijn contract liep in de zomer van 2007 af en werd niet verlengd. Bij Nec speelde van Emmerik 28 wedstrijden in het eerste elftal. Hij vervolgde zijn loopbaan bij Hoofdklasser AFC uit Amsterdam waarmee hij in de zomer van 2010 kampioen werd en promoveerde naar de Topklasse. Bij Afc speelde van Emmerik 120 duels.  In 2013 stapte hij over naar ASV De Dijk. In het seizoen 2014/15 speelt hij voor VV IJsselmeervogels. Na in totaal 38 wedstrijden gespeeld te hebben bij de Spakenburgse grootmacht vertrekt hij na het seizoen 2017/18 naar vierdeklasser SC Deventer in zijn woonplaats.